# Чаа-Холь
Чаа-Холь (тув. Чаа-Хөл) — село, административный центр Чаа-Хольского кожууна Республики Тыва.

## История
Возник в 1887 году под названием Джакуль. Долгое время (до возникновения Белоцарска) был важнейшим торговым центром Урянхайского края. В 1941—1961 годах Чаа-Холь был центром Чаа-Хольского кожууна. В ходе наполнения Саяно-Шушенского водохранилища Чаа-Холь попал в зону затопления и был перенесён на новое место. В 1992 году вновь стал центром кожууна.
Примечательно, что под зону затопления попали много культовых мест, в том числе Буддийская ниша Суме, куда приезжают люди со всей республики.

## Население
| 1959  | 2002  | 2010  | 2011  | 2012  | 2013  | 2014  |
| ----- | ----- | ----- | ----- | ----- | ----- | ----- |
| 2199  | ↗3453 | ↘3250 | ↘3244 | ↗3245 | ↘3186 | ↗3239 |
| 2015  | 2016  | 2017  | 2018  | 2019  | 2020  | 2021  |
| ↗3305 | ↘3304 | ↗3346 | ↗3355 | ↘3345 | ↗3360 | ↗3394 |

## Интересные объекты
- Саяно-Шушенское водохранилище
- Писаница Мугур-Саргол
- Буддийская ниша Суме